# 亞歷山大一世 (亞歷山大宗主教)

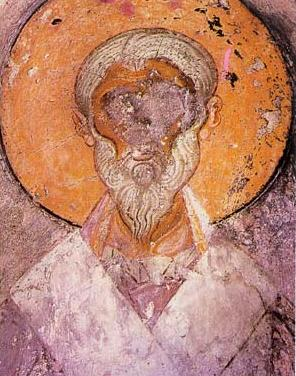
亞歷山大一世 (亞歷山大宗主教)

亞歷山大的亞歷山大（Koine 希臘語：Ἀλέξανδρος，Aléxandros）327年4月17日卒於亞歷山大城，是亞歷山大港的第 19 任教皇和宗主教。在他擔任宗主教期間，處理了當時教會面臨的許多問題。這些事件包括定復活節的日期、呂科波利斯的梅萊提烏斯的行動以及最實質性的問題——阿裡烏主義。他是第一次尼西亞公會議上反對阿裡烏主義的領袖。他還指導了他的繼任者亞歷山大的亞他那修，後者後來成為教父之一。於西元313年至327年任亞歷山大的主教。在與阿裡烏教派爭論的初期他是阿利烏的反對黨的領導人之一。

## 生平
人們對亞歷山大的早年知之甚少。在他擔任牧師期間，他經歷了伽列裡烏斯皇帝和馬克西米努斯·戴亞皇帝對基督徒的血腥迫害。
亞歷山大在亞歷山大的阿基拉斯去世後成為牧首，有些人認為他自己非常短暫的統治是由於他違背了自己的前任亞歷山大的彼得的命令，即永遠不要讓阿裡烏斯Arius重新進入聖餐。
亞歷山大本人在他的族長任期內面臨三個主要挑戰。其中第一個是由 Erescentius 領導的分裂教派，他們對復活節的時間提出異議。亞歷山大發現自己被置於寫一篇關於這場爭論的專門論文的位置，其中他引用了亞歷山大的狄奧尼修斯早期關於此事的陳述。亞歷山大自己的努力雖然確實平息了爭論，但並不足以平息爭論，儘管在他任職期間舉行的第一次尼西亞公會議確實解決了這個問題。
呂科波利斯的梅利提烏斯
他的第二個主要關注點是呂科波利斯的米利提烏斯的事情，他繼續誹謗亞歷山大，就像他之前對阿基拉斯所做的那樣。梅萊提烏斯甚至向君士坦丁大帝的宮廷提出了正式投訴，儘管沒有得到特別的關注。
然而，更重要的是，梅利提烏斯似乎已經與阿裡烏斯建立了某種形式的工作聯盟。米勒提烏斯還在未經上級同意的情況下，將自己的主教祝聖。這場爭論一直持續到尼西亞會議，亞歷山大允許米勒提烏斯返回教會，有效地結束了米勒提烏斯與阿裡烏斯的聯盟。
阿裡烏斯主義
亞歷山大面臨的最後一個也是最重要的問題是阿裡烏斯本人的問題。亞歷山大的前任阿基拉斯不僅允許阿裡烏斯回到教堂，還給了他亞歷山大港最古老的教堂，這個職位使他能夠對亞歷山大港的基督教社區產生巨大影響。事實上，阿裡烏斯甚至在阿基拉斯去世時是亞歷山大宗主教職位的競爭者。
當亞歷山大在他的一次證道中宣佈三位一體的合一時，兩者之間的衝突就開始了。阿裡烏斯立即回應，給亞歷山大的聲明貼上了薩貝利亞主義的標籤，而當時這句話已經被拒絕了。爭論迅速升級，阿裡烏斯對他的立場越來越支持，贏得了一些執事，至少還有一位長老，他們開始按立自己的長老。阿裡烏斯繼續吸引更多的關注和支持，以至於亞歷山大發現自己不得不召集他的牧師和執事的兩個獨立集會來討論這件事。然而，這些會議都沒有得出任何明確的結論，也沒有幫助限制阿裡烏斯信念的傳播。
亞歷山大隨後於 320 年召集了亞歷山大教會及其鄰近的馬雷奧提斯省的教會會議，其具體目的是決定對這個日益棘手的問題採取什麼行動。在主教會議上，包括亞歷山大的亞他那修（Athanasius of Alexandria）在內的36位長老和44位執事同意譴責阿裡烏斯主義，並簽署了一份檔。阿裡烏斯仍然成功地將他的新信仰傳播到其他地方，特別是在馬雷奧提斯和利比亞，在那裡，阿裡烏斯說服了托勒密的塞孔杜斯主教和瑪律馬里卡的湯瑪斯加入他。阿裡烏斯成功地分裂了教會的領袖，這使得正式分裂的可能性非常真實。
321 年，亞歷山大召集了全國教會的總會議。該委員會聚集了不少於 100 名參與者。在這次會議上，阿裡烏斯繼續爭論他之前的立場，即子不可能與父是永恆的，甚至繼續說子在實質上與父並不相似。這最後的聲明被聚集在一起的議會驚恐地接受，他們將阿裡烏斯置於絕罰之下，直到他放棄自己的立場。
阿裡烏斯前往巴勒斯坦，在那裡他得到了一些主教的支持，他們向亞歷山大表達了他們對這件事的看法。其中一位支持者，尼科米底亞的尤西比烏斯，與拜占庭的朝廷有著密切的聯繫，並幫助進一步傳播了阿裡烏斯的思想。這場運動的廣泛發展，以及老牌教會對此的反應，導致皇帝本人寫了一封信給有關各方，呼籲恢復教會的合一，並結束這場曠日持久的爭論，他稱之為對難以理解的細節的瑣碎爭論。
其他人物，包括泰魯斯的保利努斯、該撒利亞的優西比烏和斯基托波利斯的派特羅菲勒斯，也表示支持阿裡烏斯，允許他的追隨者像早些時候在亞歷山大港所做的那樣聚集起來接受神聖的職位。
據信，阿裡烏斯大約在這個時候寫下了他的 Thalia，這為他的事業獲得了更多的支持。這本書，連同阿裡烏斯的其他作品和亞歷山大的反對作品，加劇了阿裡烏斯的支持者和反對者之間的爭論。在這份信中，並在他的執事亞他那修的建議下，亞歷山大寫了一份信仰告白來捍衛自己的立場。他將這本書寄給了基督教的主教們<，請求他們在副本上簽名來支持他的立場。他的作品收到了大約 250 個簽名，其中大約 100 個來自他自己的教區，以及來自亞洲的 42 個簽名，來自潘菲利亞的 37 個簽名，來自利西亞的 32 個簽名，來自卡帕多細亞的 15 個簽名，以及其他各種簽名。他還與君士坦丁堡的亞歷山大保持著個人通信，抗議阿裡烏斯的暴力和傳播阿裡烏斯關於女性影響的觀點，以及與教宗西爾維斯特一世、耶路撒冷的馬卡裡烏斯、加沙的阿斯克勒庇俄斯、阿什凱隆的隆吉努斯、約阿尼納的馬卡裡烏斯、提魯斯的芝諾和許多其他人就阿裡烏斯主義問題進行了討論。
關於阿裡烏斯主義的爭論已經成為一個嚴重的問題，有可能破壞教會和帝國的和平與團結。君士坦丁現在是李錫尼被處決後王位的唯一宣稱者，他寫了一封信“給亞他那修和阿裡烏斯”。君士坦丁寫了這封來自尼科米底亞的信，因此有些人得出結論，尼科米底亞的優西比烏斯，尼科米底亞的主教和阿裡烏斯的支持者，可能參與了這封信的撰寫。這封信被交給了科爾多瓦的何西烏斯，一位受人尊敬的老主教，交給了亞歷山大港的爭論者。在信中，君士坦丁要求亞歷山大和阿裡烏斯結束他們的爭論。
在收到君士坦丁的資訊後不久，亞歷山大要求教區再召開一次總會議，這似乎已經確認了它對信仰宣告的同意。亞歷山大早些時候曾分發了一份關於使用神學術語“同質論。它還重申了對阿裡烏斯的驅逐和對麥利提烏斯追隨者的譴責，這當然更加激怒了亞歷山大的阿裡烏斯。阿裡烏斯本人正式向皇帝抱怨亞歷山大對他的待遇。作為回應，君士坦丁呼籲阿裡烏斯在教會的大公會議 上為他的案子辯護，該會議將於325年6月14日在庇推尼亞的尼西亞舉行，這是有史以來第一次召開這樣的會議。
第一次尼西亞公會議
亞歷山大帶著一個聚會來到會議，其中包括赫拉克利亞的波塔蒙、底比斯的帕夫努提烏斯和亞歷山大的執事亞他那修，後者是他的代言人。亞歷山大本人本應主持會議，但他覺得自己不能既是主審官又是主要指控者。在此基礎上，他將主席職位交給了科爾多瓦的何修斯。經過長時間的討論，大公會議發佈了一項決定，除其他外，該決定證實了阿裡烏斯的詛咒，授權亞歷山大在他的敦促下，允許米利提烏斯保留他的主教頭銜，但不能行使任何主教權力。那些由麥利提烏斯任命的人也可以保留他們的頭銜，但只有在亞歷山大祝聖的一位主教去世後才能被提升為主教的地位。它還賦予亞歷山大自己決定復活節時間的權利，只要求他將自己的決定傳達給羅馬和基督教世界的其他人。它還發表了一份聲明，允許埃及教會保留其關於神職人員獨身的傳統。在這方面，亞歷山大聽從了底比斯的帕夫努提烏斯的建議，後者鼓勵他允許牧師在接受聖職後結婚。
從尼西亞返回亞歷山大港五個月後，亞歷山大去世了。一個消息來源認為他死於 Baramudah 月 22 日，即 4 月 17 日。有人說，當他臨終時，他任命了他的執事亞他那修為他的繼任者。
著作
幾部被認為是亞歷山大的作品沒有流傳下來。歷史提到了他寫的關於阿裡安爭論的書信集。這些信件中只有兩封留存至今。還有一篇現存的講道 De anima et corpore（《論靈魂與身體》），在敘利亞語版本中被認為是亞歷山大所寫的。然而，科普特版本將講道歸於亞他那修。
另一部作品 Enconium of Peter the Alexandrian 被認為是他的作品。這本書以五部手抄本的形式留存下來。這部作品可以根據現存的片段和《先祖史》中的翻譯進行重建。它包含聖經典故、傳統和對彼得殉道的描繪。據說它是當時文學風格的最佳例子之一，基於其複雜的文學結構、神學的能力和一般的文學風格。
亞歷山大的著作中僅有三封信留下來了，這三封信件是記載阿裡烏教派爭論的重要文獻。第一封是寫給君士坦丁堡牧首亞歷山大的，第二封是寫給所有主教的，第三封是革除阿利烏的神職的信。他的繼承人亞他那修在他的著作中引用了亞歷山大的信和祈禱。
崇拜
亞歷山大在亞歷山大科普特東正教、東正教會和天主教會中被尊為聖人。羅馬天主教會將亞歷山大描述為“一個被人民和神職人員視為最高榮譽的人，偉大、自由、雄辯、公正、熱愛上帝和人，致力於窮人，對所有人都是善良和甜蜜的，如此羞愧，以至於他在太陽升天時從未打破齋戒。
按照科普特教派的紀錄亞歷山大是其第19位教宗。
在東正教和天主教教會中亞歷山大是聖人，其紀念日是2月26日，在科普特教會中其紀念日是4月22日。
注釋
1. ↑  Christie, Albany James. Smith, William (ed.) , 编. . Dictionary of Greek and Roman Biography and Mythology. Vol. 1 (Boston: Little Brown and Company). 1867: 111-112.
2. 1 2 3 4 5 6 7 8 9 10 11 12 13 14 15 16 17  Atiya, Aziz S. . New York: Macmillan Publishing Company. 1991. ISBN 0-02-897025-X.
3. ↑  . en.wikisource.org.   [2024-11-06]. （原始内容存档于2025-01-27） （英语）.

參考資料
- "Alexander I (313-328)" （页面存档备份，存于）亞歷山大港和全非洲希臘東正教宗主教區的官方網站。檢索 2011-02-08.
- 本文包含了現在處於公共領域的出版物中的文本：Herbermann, Charles, ed. (1913).  "St. Alexander (of Alexandria)". "St. Alexander (of Alexandria)". Catholic Encyclopedia. New York: Robert Appleton Company.

外部鏈接
亞歷山大現存的四世紀基督教書信的英文翻譯 （页面存档备份，存于）
| 前任： 阿基拉斯 | 亚历山大宗主教列表 | 继任： 亚他那修 |